# Viterico

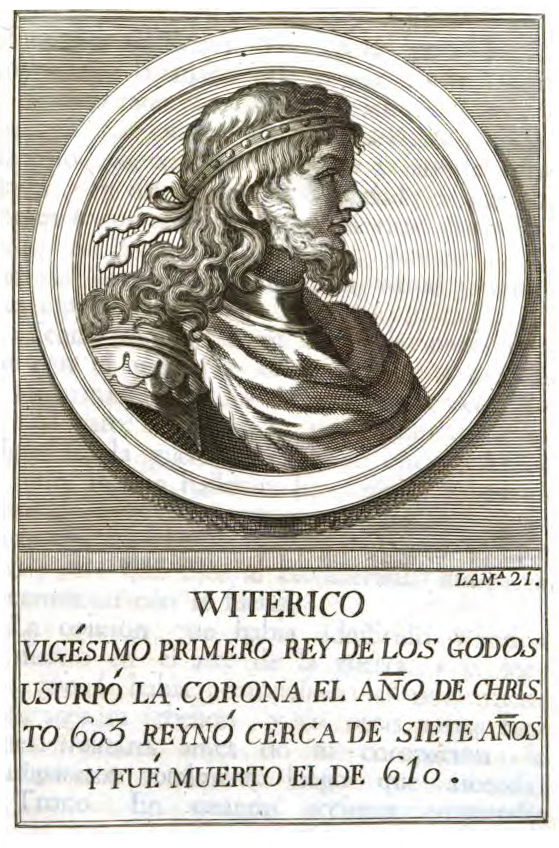

Viterico (em latim: Vittericus) foi rei visigótico entre 603 e 610.

## Vida
As origens de Viterico são incertas. Garcia Moreno propôs, com base na aliteração de seu nome, que talvez fosse um membro tardio da antiga dinastia dos Amalos que reinou sobre os ostrogodos. Possivelmente seria descendente dos ostrogodos enviados por Teodorico, o Grande (r. 474–526) sob Têudis e outros oficiais para salvaguardar seu jovem neto Amalarico (r. 511–531). Viterico tomou o poder na primavera de 603, depois de depôr e assassinar Liúva II (r. 601–603).
Passou parte do seu reinado a combater os Bizantinos, instalados na província da Espânia, e conseguiu reconquistar Sagôncia (ou Gisgonza), provavelmente em 605. Bigastro, perto de Nova Cartago (a actual Cartagena) foi também conquistada, uma vez que o seu bispo é dado como presente num Concílio de Toledo em 610.  
A sua filha Ermemberga foi enviada à Gália, em 606, para casar-se com o rei da Borgonha, Teodorico II. Chegou a Chalon-sur-Saône, mas a regente (a rainha-avó) Brunilda da Austrásia e a irmã de Teodorico, Teudila, levaram o rei a rejeitar a noiva, e a enviá-la de regresso à Hispânia no ano seguinte, sem o seu dote. 
Ofendido, Viterico firmou uma quádrupla aliança contra o monarca borguinhão, com Teodoberto II da Austrásia, Clotário II da Nêustria e Agilolfo, rei dos Lombardos. A aliança, porém, não parece ter produzido quaisquer frutos. Nada se sabe dos combates, excepto que tiveram lugar na região de Narbona. Isidoro de Sevilha não faz qualquer menção de tal guerra, o que pode indicar que não se foi além de escaramuças, e insucessos para os Visigodos.  
Viterico foi assassinado durante um banquete em Abril de 610 por uma facção de nobres católicos. O seu corpo foi  arrastado ignominiosamente pelas ruas de Toledo e Gundemaro, duque de Narbona, foi proclamado rei.